# Provanna ios
Provanna ios is een slakkensoort uit de familie van de Provannidae. De wetenschappelijke naam van de soort is voor het eerst geldig gepubliceerd in 1986 door Warén & Bouchet.